# Вороновицька горішина
Воронови́цька горі́шина — ботанічна пам'ятка природи місцевого значення. Розташована на території Комарівської сільської ради Вінницького району Вінницької області (Вороновицьке лісництво, кв. 15, діл. 9) поблизу с. Комарів. 
Оголошена відповідно до рішення Вінницького облвиконкому від 29.08.1984 р. № 371. Перебуває у віданні ДП «Вінницьке лісове господарство»
Охороняється високопродуктивне насадження з участю горіха чорного.

## Галерея

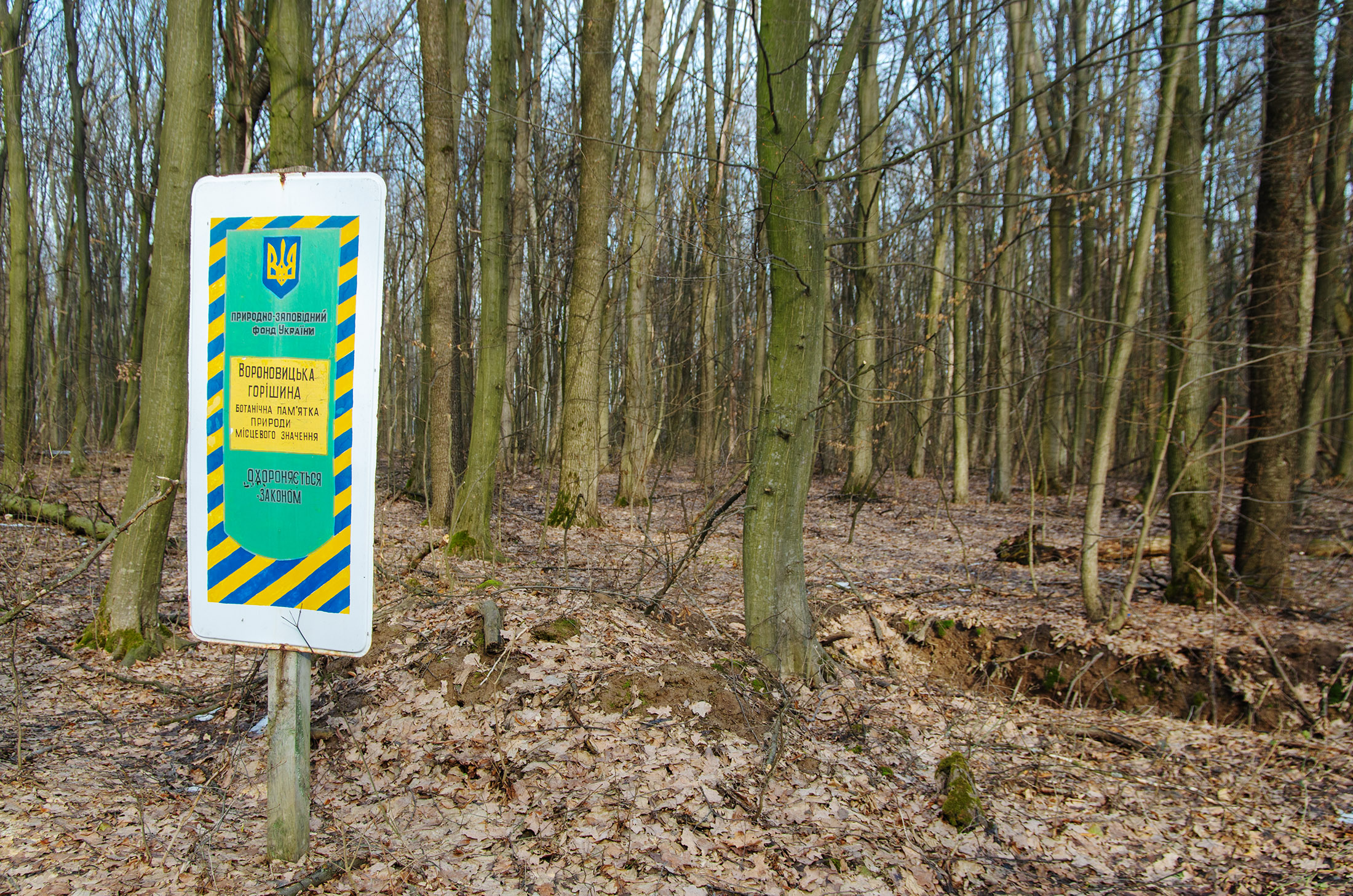
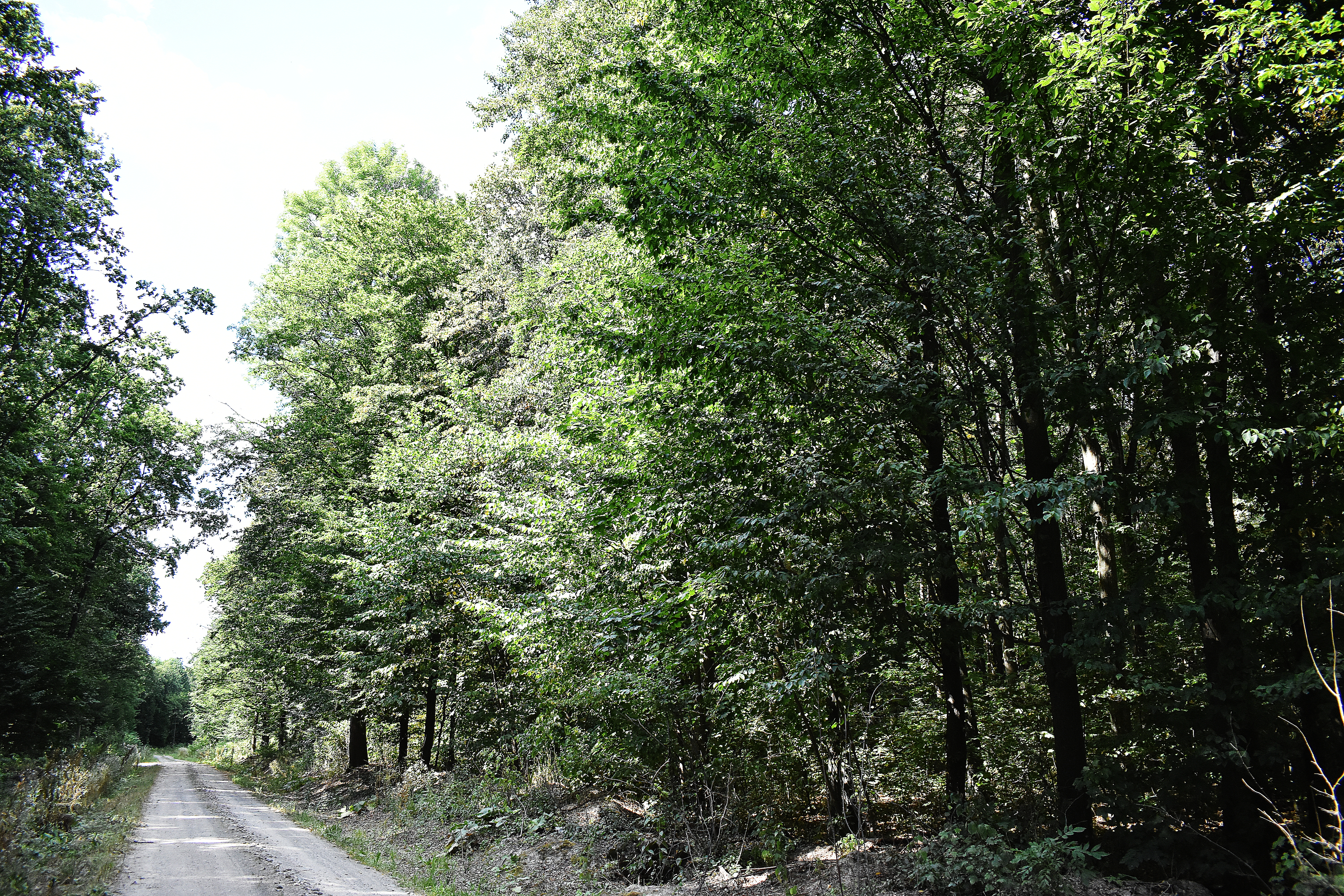
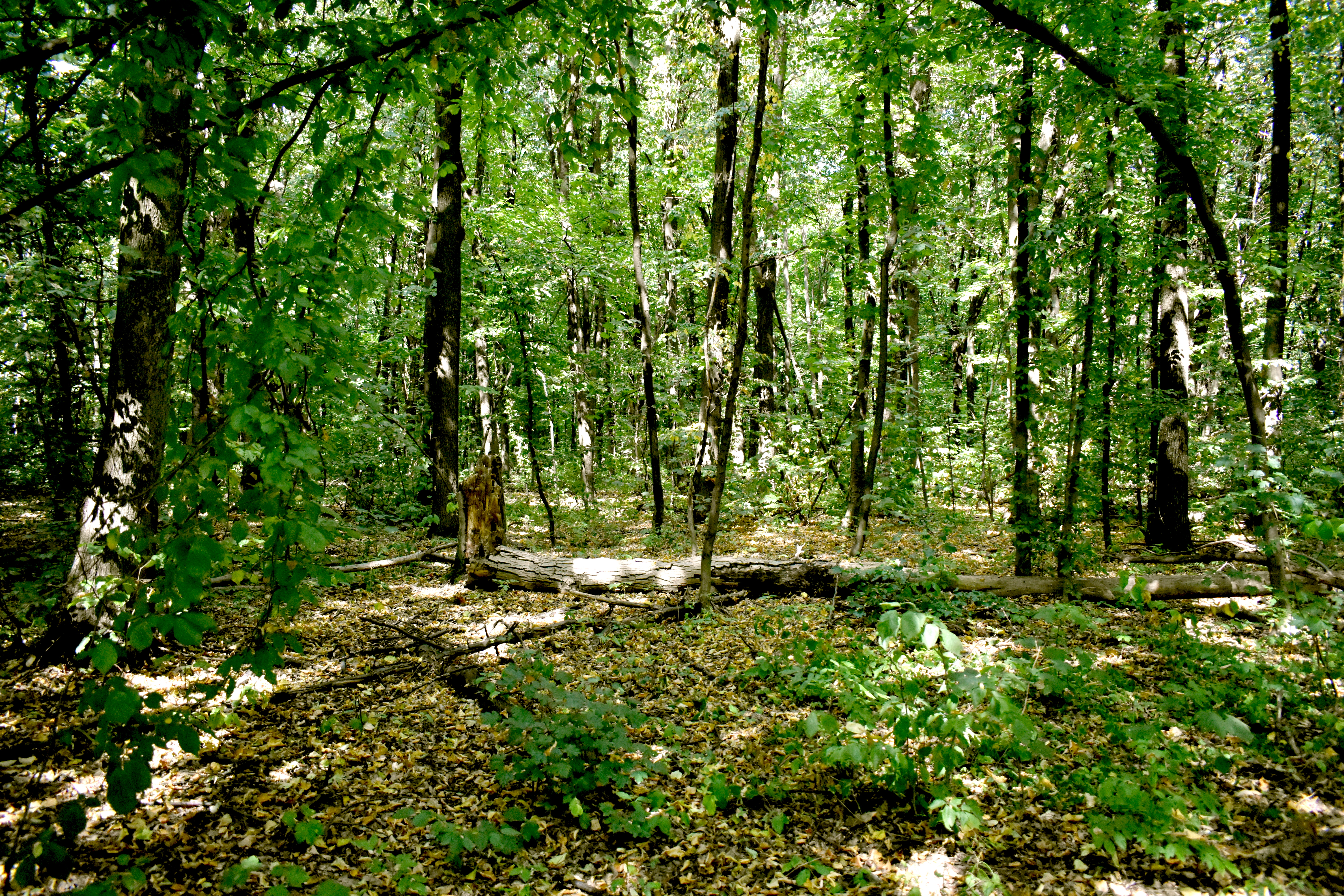
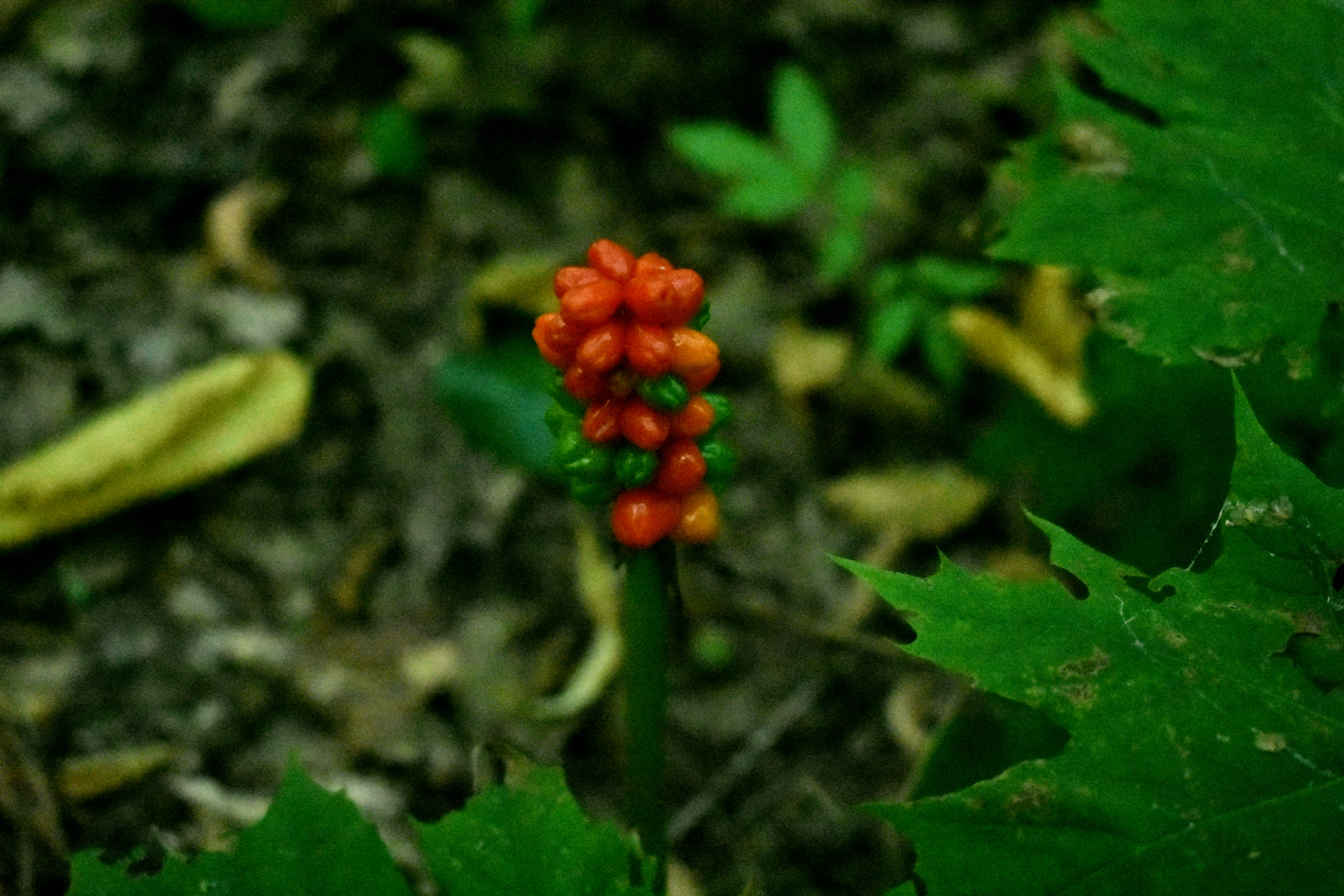